# Combat pop
Combat pop è un singolo del gruppo musicale italiano Lo Stato Sociale, pubblicato il 4 marzo 2021.
Il brano è stato eseguito per la prima volta durante la seconda serata del Festival di Sanremo 2021, dove si è classificato al 13º posto.

## Tracce
1. Combat pop – 3:25

## Classifiche
| Classifica (2021) | Posizione massima |
| ----------------- | ----------------- |
| Italia            | 15                |